# Горькая (приток Грузского Еланчика)
Горькая — река на Украине, левый приток Грузского Еланчика.
Относится к бассейну Азовского моря. Протяжённость 38 км. Площадь водосборного бассейна 152 км². Уклон 3,1 м/км. Долина шириной до 1,5 км. Русло шириной до 5 м, глубиной местами до 0,4-0,5 м. Используется для орошения.
Течёт по территории Амвросиевского, Старобешевского и Тельмановского районов Донецкой области, а также Матвеево-Курганского района Ростовской области.